# تيد آدامز (ممثل)
تيد آدامز (بالإنجليزية: Ted Adams) هو ممثل أمريكي، ولد في 17 مارس 1890 بنيويورك في الولايات المتحدة، وتوفي في 24 سبتمبر 1973 بلوس أنجلوس في الولايات المتحدة.

## وصلات خارجية
- تيد آدامز على موقع IMDb (الإنجليزية)
- تيد آدامز على موقع أول موفي (الإنجليزية)
- تيد آدامز على موقع قاعدة بيانات الفيلم (الإنجليزية)